# Lembosia luzulae
Lembosia luzulae är en svampart som först beskrevs av Marie Anne Libert, och fick sitt nu gällande namn av Franz Xaver von Höhnel 1917. Lembosia luzulae ingår i släktet Lembosia och familjen Asterinaceae.   Inga underarter finns listade i Catalogue of Life.